# Таба

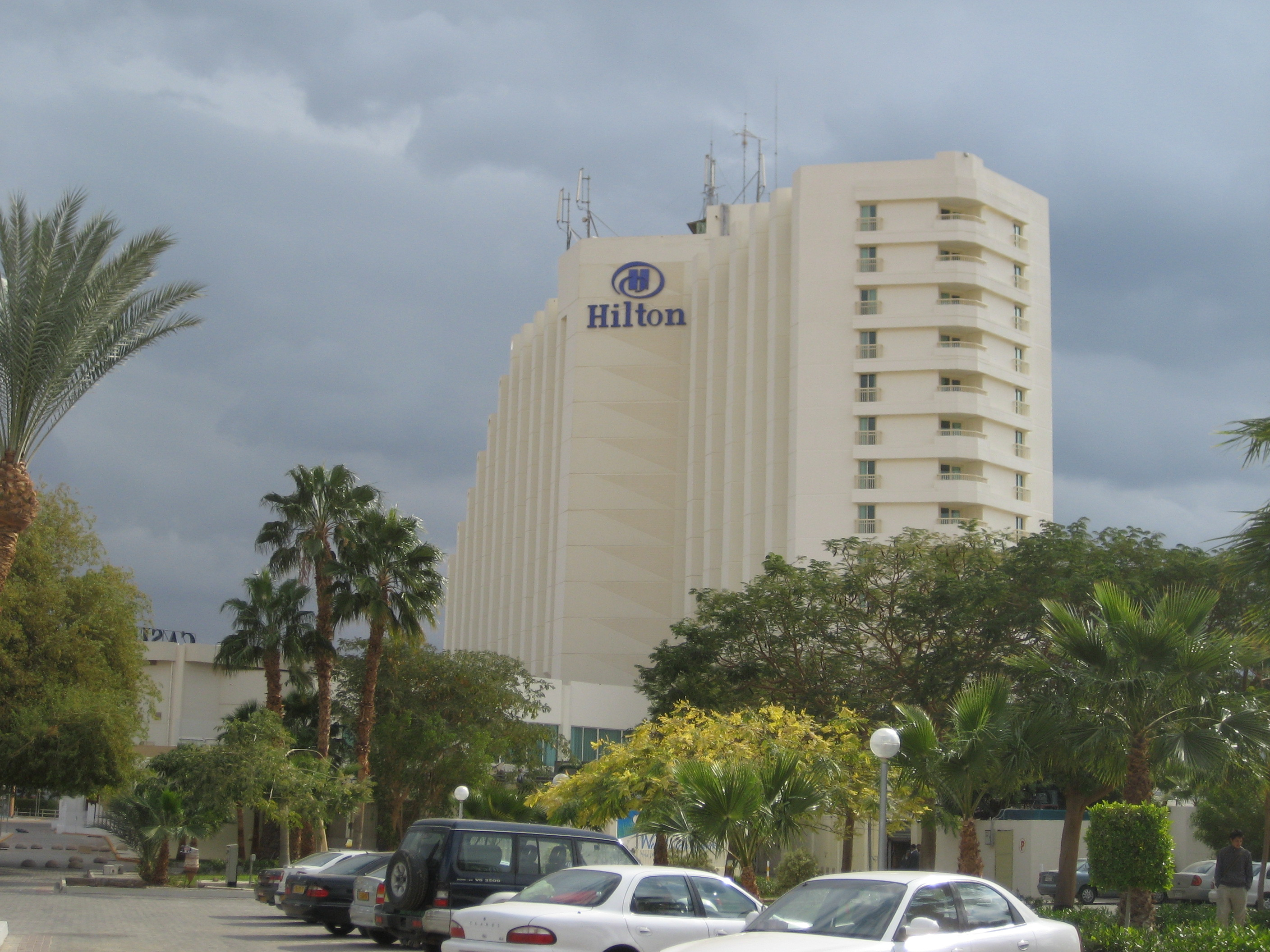
Отель Хилтон в Табе

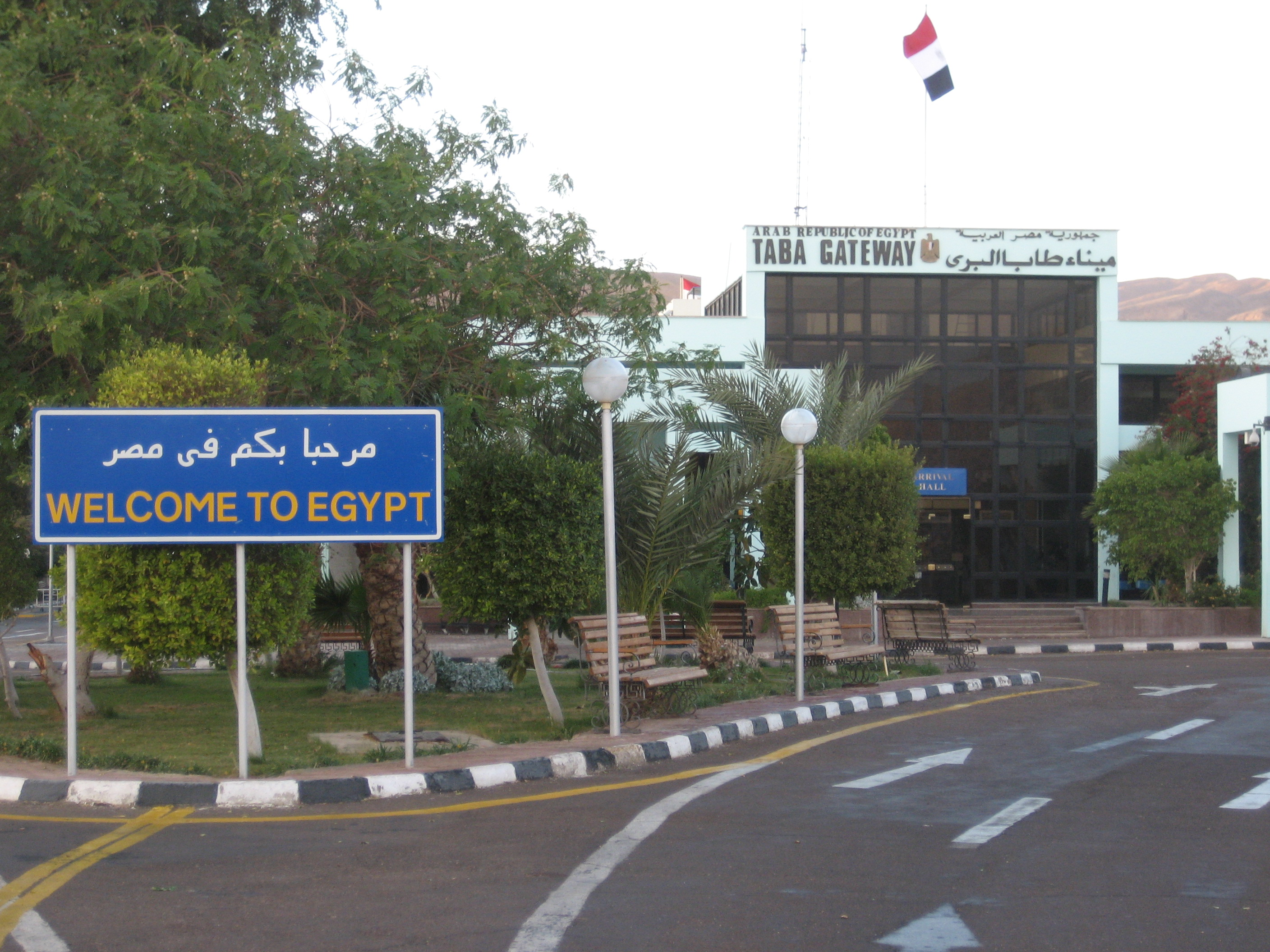
КПП Таба

Таба (араб. طابا‎) — небольшой курортный город в губернаторстве Южный Синай, Египет. Находится около египетско-израильской границы, в северной оконечности залива Акаба.

## Туризм
Таба пользуется популярностью среди туристов. В городе расположены несколько отелей высокого уровня (в частности — отели сетей Hilton, Mövenpick, Miramar Resort, Marriott, Sofitel и Intercontinental). В Табе туристов привлекает дайвинг и фри-дайвинг, здесь действует три дайв-центра (Aqua Sport, Red Sea Waterworld и Werner Lau), проводящих курсы обучения по стандартам PADI — профессиональной ассоциации подводных инструкторов. Ещё одно развлечение для туристов — особый вид пустынного гольфа.
Также из Табы любители дайвинга добираются на Фараонов остров, известный крепостью времён Крестовых походов и коралловыми рифами.

## История
Таба находилась на египетской стороне линии прекращения огня, согласованной в 1949 году, и возвратилась Египту, когда Израиль вывел свои войска из Синая в 1957 году. В 1967 году Израиль вновь оккупировал Синайский полуостров после Шестидневной войны (1967). Таба — последний из районов, который был передан Египту по условиям Египетско-израильского мирного договора 1979 года. В 1988 году международная комиссия в составе одного представителя Египта, одного представителя Израиля и трёх представителей из других стран вынесла решение о том, что Таба должна остаться за Египтом.

## Транспорт
Туристам удобнее всего добираться в Табу через местный международный аэропорт Табы или через международный аэропорт Рас Назрани в городе Шарм-эш-Шейх, а также через аэропорты Эйлата, Израиль.